# ایستگاه راه‌آهن هومرتن
ایستگاه راه‌آهن هومرتن (انگلیسی: Homerton railway station، تلفظ: ‎/ˈhɒmərtən/‎ HOM-ər-tən) یک ایستگاه راه‌آهن در لندن، انگلستان است که جزئی از خط شمال متروی زمینی لندن است.
این ایستگاه که در ناحیه هومرتن قرار دارد در سال ۱۹۸۵ میلادی تأسیس شده‌است.